# Episodi di Life Unexpected (seconda stagione)
La seconda stagione della serie televisiva statunitense Life Unexpected è stata trasmessa sul network statunitense The CW dal 14 settembre 2010 al 18 gennaio 2011. 
In Italia la stagione è andata in onda dal 5 al 21 settembre 2011 su Rai 2.
| nº | Titolo originale      | Titolo italiano                   | Prima TV USA      | Prima TV Italia   |
| -- | --------------------- | --------------------------------- | ----------------- | ----------------- |
| 1  | Ocean Uncharted       | Voglia di oceano                  | 14 settembre 2010 | 5 settembre 2011  |
| 2  | Parents Unemployed    | Paura di fallire                  | 21 settembre 2010 | 6 settembre 2011  |
| 3  | Criminal Incriminated | Nuovi equilibri                   | 28 settembre 2010 | 7 settembre 2011  |
| 4  | Team Rebounded        | Atteggiamento vincente            | 5 ottobre 2010    | 8 settembre 2011  |
| 5  | Music Faced           | Il concerto                       | 12 ottobre 2010   | 9 settembre 2011  |
| 6  | Honeymoon Interrupted | Luna di miele interrotta          | 19 ottobre 2010   | 12 settembre 2011 |
| 7  | Camp Grounded         | Gita punitiva                     | 2 novembre 2010   | 13 settembre 2011 |
| 8  | Plumber Cracked       | Terapia della sincerità           | 9 novembre 2010   | 14 settembre 2011 |
| 9  | Homecoming Crashed    | L'incidente                       | 16 novembre 2010  | 15 settembre 2011 |
| 10 | Thanks Ungiven        | Il Ringraziamento                 | 30 novembre 2010  | 16 settembre 2011 |
| 11 | Stand Taken           | Prese di posizione                | 7 dicembre 2010   | 19 settembre 2011 |
| 12 | Teacher Schooled      | Maestro di vita                   | 18 gennaio 2011   | 20 settembre 2011 |
| 13 | Affair Remembered     | E vissero tutti felici e contenti | 18 gennaio 2011   | 21 settembre 2011 |